# Lola Suárez
Lola Suárez (Lanzarote, 1956) es una escritora española. 

## Biografía
Dolores Suárez Suárez, más conocida como Lola Suárez, es una escritora canaria de Literatura Infantil y Juvenil nacida en Lanzarote, en el año 1956. Estudió Magisterio y Pedagogía en la Universidad de La Laguna (Tenerife).
Profesionalmente se dedicó a la enseñanza en diversos colegios, especialmente en la isla de Tenerife, además de implicarse en los movimientos de renovación pedagógica. Fundó en 1984 una revista de literatura infantil con la colaboración de otros maestros, llamada Marañuela.
En el año 2001 participó como coautora en el proyecto editorial Textos canarios para la escuela, publicación del Gobierno de Canarias que desarrolla el currículo de literatura para los colegios públicos de las Islas Canarias.
Sus libros más conocidos son Cleta y Domitila (1996), Hoy no me quiero levantar (1997) y El secreto de la foto (2010), entre otros. 

## Obras
- Cleta y Domitila, Madrid, Anaya, primera edición 1996.
- ¡Hoy no me quiero levantar!, Madrid, Anaya, primera edición 1997.
- Juan Cabeza de Nido, Santa Cruz de Tenerife, Afortunadas, primera edición 1998.
- Piojos y tarea, Madrid, Anaya, primera edición 2000.
- Maresía, Madrid, Anaya, primera edición 2002.
- Historias de fantasía, Madrid, Anaya, primera edición 2004.
- Calima, Santa Cruz de Tenerife, Septiem Canarias, primera edición 2005.
- El secreto de la foto, Madrid, Anaya, primera edición 2010.
- La aventura de Motita de polvo, Madrid, Anaya, primera edición 2011.
- historias de fantasmas
- El misterio del collar Madrid, Anaya, primera edición 2016.
- Perdone que no me calle, Centro de la Cultura Popular Canaria, (compilado por María Gutiérrez (escritora), 2017.
- El callejón de la Sangre, Teguise, Diego Pun Editorial, primera edición 2017.